# Yen Press
Yen Press es una editorial estadounidense dedicada a la publicación de mangas y novelas gráficas perteneciente a Hachette Book Group y a Kadokawa Corporation. Adicionálmente a sus presentaciones regulares, Yen Press produce una antología cada mes llamada Yen Plus. La variada lista de la empresa demuestra un interés en la publicación de una amplia variedad de manga japonés, manhwa Coreano y otros contenidos internacionales. Además del material traducido, Yen Press recientemente ha empezadoo a producir series originales, la más notable es la adaptación del manga de Maximum Ride de James Patterson y la última serie de Svetlana Chmakova, Nightschool.
Yen Press fue fundada en el 2006 por el antiguo Grupo Fronteras, Inc. Buyer Kurt Hassler y DC Comics VP Rich Johnson (quien dejó la imprenta en el otoño del 2008). En julio de 2007, fue anunciado que Yen Press absorvería por completo a ICEkunion, una editorial Coreana que ha sido publicadora de manhwa en los Estados Unidos. Mientras que los títulos de manga tuvieran la etiqueta de ICEkunion se continuarían vendiendo en las tiendas, las ediciones posteriores tendrían el logotipo de Yen Press. Kurt Hassler aseguró los fanes, "Tenemos la intención de recoger todos los títulos existentes de [ICE Kunion]... Nosotros vamos a continuar todo, los fanáticos no deben preocuparse. Ninguna de estas series va a caer en el abandono.”
Yen Press ha declarado que le gustaría publicar 30-40 volúmenes dentro del 2008. Uno de los títulos emblemáticos de su línea original de artistas Ingleses ha sido anunciado, es Nightschool, el cual será publicado por la Canadiense Svetlana Chmakova, quien es conocida por Tokyopop título Dramacon.
Durante New York Comic Con 2008, Yen Press anunció que los títulos Soul Eater, Nabari no Ō, Sumomomo Momomo, Bamboo Blade y Higurashi no Naku Koro ni debutaran en su revista de antología mensual Yen Plus. La primera edición debutó el 29 de julio de 2008.
En el 2009 Yen Press anunció que ha adquirido los derechos de Yotsuba&! y Azumanga Daioh de su antigua licencia, A.D. Vision. En septiembre de 2009, Yen publicó los primeros cinco volúmenes de Yotsuba&!, adicionalmente publicando el sexto volumen; Azumanga Daioh será relanzado con una nueva traducción en diciembre de 2009.

## Títulos

### Series originales
- Maximum Ride; argumento por James Patterson, diseño por NaRae Lee
- Nightschool, por Svetlana Chmakova
- Crepúsculo; argumento por Stephenie Meyer, diseño por Young Kim
- The World of Quest, por Jason T. Kruse

### Manga
- Akame ga Kill!, por Takahiro y Tetsuya Tashiro.[5]
- Akame ga Kill! Zero, por Takahiro y Kei Toru.[6]
- Alice on Deadlines, por Shiro Ihara
- Azumanga Daioh, por Kiyohiko Azuma
- B. Ichi, por Atsushi Ohkubo
- Bamboo Blade; argumento por Masahiro Totsuka, ilustrado por Aguri Igarashi
- Black Butler, por Yana Toboso
- Black God; argumento por Dall-Young Lim, ilustrado por Sung-Woo Park
- Bunny Drop, por Yumi Unita
- Cat Paradise, por Yuji Iwahara
- Cirque du Freak; argumento por Darren Shan, ilustrado por Takahiro Arai
- Crimson-Shell, por Jun Mochizuki
- Darker than black; argumento original por Bones y Tensai Okamura, ilustrado por Nokiya
- Dragon Girl, por Toru Fujieda
- GA Geijutsuka Art Design Class, por Satoko Kiyuduki
- Hero Tales; argumento por Huang Jin Zhou, ilustrado por Hiromu Arakawa
- Higurashi When They Cry, argumento por Ryukishi07, el diseñador depende de la fase de la historia

- Ichiroh! por Mikage
- Kaze no Hana; argumento por Ushio Mizta, ilustrado por Akiyoshi Ohta
- Kieli; argumento por Yukako Kabei, ilustrado por Shiori Teshirogi
- Kobato, por Clamp
- Love Quest, por Lily Hoshino
- The Melancholy of Haruhi Suzumiya; argumento por Nagaru Tanigawa, ilustrado por Gaku Tsugano, diseño de personajes por Noizi Ito
- Mr. Flower Bride, por Lily Hoshino
- Mr. Flower Groom, por Lily Hoshino
- My Girlfriend's a Geek; argumento por Pentabu, ilustrado por Rize Shinba
- Nabari no Ō, por Yuhki Kamatani
- Natsukashi Machi no Rozione, por Yumeka Sumomo
- Omamori himari, por Milan Matra
- Oninagi, por Akira Ishida
- Otome, por Yuuki Fujinari
- Pandora Hearts, por Jun Mochizuki
- RomeoxJuliet, ilustrado por COM
- Sasameke, por Ryuji Gotsubo
- Shoulder-a-Coffin Kuro, por Satoko Kiyuduki
- Soul Eater, por Atsushi Ohkubo
- Spice and Wolf, por Isuna Hasekura
- Spiral: The Bonds of Reasoning; argumento por Kyo Shirodaira, ilustrado por Eita Mizuno
- S.S. Astro, por Negi Banno
- Sumomomo Momomo, por Shinobu Ohtaka
- Sundome, por Kazuto Okada
- Hidamari Sketch, por Ume Aoki
- Suzunari!, por Shoko Iwami
- Tale of the Waning Moon, por Hyouta Fujiyama
- Tena on S-String, por Sesuna Mikabe
- Umineko no Naku Koro ni, por Ryukishi07 el diseñador depende de la fase de la historia.
- Welcome to Wakaba-Soh, por Chako Abeno
- With the Light, por Keiko Tobe
- Yotsuba&!, por Kiyohiko Azuma
- Zombie-Loan, por Peach-Pit

### Manhwa
- 11th Cat, por MiKyung Kim
- 13th Boy, por SangEun Lee
- Angel Diary; argumento por YunHee Lee, ilustrado por Kara
- The Antique Gift Shop, por Eun Lee
- Bring It On!, por HyeKyung Baek
- Chocolat, argumento e ilustración por JiSang Shin and Geo
- Comic, por SiHyun Ha
- Croquis Pop, argumento por KwangHyun Seo, ilustrado por JinHo Ko
- Cynical orange, por JiUn Yun
- Forest of Gray City, por JungHyun Uhm

- Freak; argumento por DongEun Yi, ilustrado por Chung Yu
- Goong, por SoHee Park
- Heavenly Executioner Chiwoo; argumento por HaNa Lee, ilustrado por KangHo Park
- Hissing, por EunYoung Kang
- Jack Frost, por JinHo Ko
- Laon; argumento por Hyun You, ilustrado por YoungBin Kim
- Legend; argumento por SooJung Woo, ilustrado por Kara
- Moon Boy, por YoungYou Lee
- One Fine Day, por Sirial

- One Thousand and One Nights; argumento por JinSeok Jeon, ilustrado por SeungHee Han
- Raiders, por JinJun Park
- Pig Bride, por KookHwa Huh and SuJin Kim
- Real Lies, por SiYoung Lee
- Sarasah, por Ryang Ruy
- Sugarholic, por GooGoo Gong
- Time and Again, por JiUn Yun
- Very! Very! Sweet; argumento por JiSang Shin, ilustrado por Geo
- You're So Cool, por YoungHee Lee

### Manhua
- Ideal World; argumento por Weidong Chen, ilustrado por Chao Peng
- Step, por Yanshu Yu
- The History of The West Wing; argumento por Sun Jiayu, ilustrado por Guo Guo
- Wild Animals, por Song Yang

### Novelas ligeras
- Haruhi Suzumiya, por Nagaru Tanigawa (junto con la publicación Little, Brown libros para Jóvenes Lectores)
- Kieli, por Yukako Kabei
- My Girlfriend's a Geek, por Pentabu
- Spice and Wolf, por Isuna Hasekura
- Hirune Hime: Shiranai Watashi no Monogatari, por Kenji Kamiyama, Hana Ichika y Yon

### Títulos europeos
- Dystopia, por Judith Park (Alemania)
- Toxic Planet, por David Ratte (Francia)
- Y Square, por Judith Park (Alemania)
- Y Square Plus, por Judith Park (Alemania)

## Enlaces
- Yen Press web oficial
- PW artículo detallado sobre la absorción de ICEKunion
- YS entrevista con Hassler en la ampliación al yaoi
- Yen Press Anuncio de títulos